# Hans Kupke
Hans Albert Gustav Kupke (* 18. März 1885 in Ostrowo; † 3. Oktober 1966 in Aalen) war ein deutscher Krupp-Mitarbeiter, der im Krupp-Prozess als Kriegsverbrecher verurteilt wurde.

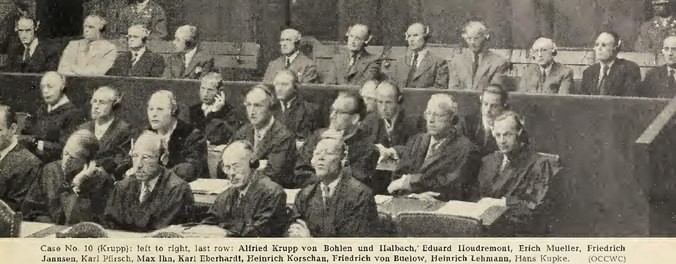
Kupke (1. von rechts) auf der Anklagebank

## Leben
Der Polizist Kupke war nach dem Ersten Weltkrieg ab 1920 Ausbilder bei der hannoverschen Polizei und schied im April 1934 im Rang eines Oberstleutnants aus dem Polizeidienst aus. Kurz nach der Machtergreifung der Nationalsozialisten trat er zum 1. Mai 1933 der NSDAP bei (Mitgliedsnummer 1.988.328). Ab 1935 war er im Heereswaffenamt tätig. Mitte August 1938 trat Kupke eine Beschäftigung bei der Gussstahlfabrik der Friedrich Krupp A.G. an. Im Dezember 1942 erhielt er Handlungsvollmacht. Er übernahm den Posten des Oberlagerführers sowie Abwehrbeauftragten für die Arbeitslager bei Krupp und arbeitete in diesem Zusammenhang eng mit der Gestapo zusammen.
Nach Kriegsende wurde Kupke durch die Alliierten festgenommen. Mit elf weiteren Beschuldigten wurde er im Krupp-Prozess, der Teil der Nürnberger Prozesse war, angeklagt und wegen der Beteiligung am Zwangsarbeiterprogramm am 31. Juli 1948 zu 2 Jahren, 10 Monaten und 19 Tagen Haft verurteilt. Da die Strafe mit der Untersuchungshaft als verbüßt galt, wurde Kupke nach Prozessende aus der Haft entlassen.